# 天主教赫蘇斯-馬利亞-德爾納亞爾自治監督區
天主教赫蘇斯-馬利亞-德爾納亞爾自治監督區（拉丁語：Praelatura Territorialis Nayariana de Iesu et Maria）是墨西哥一個羅馬天主教自治監督區，屬瓜達拉哈拉總教區。
監督區成立於1962年1月13日，位於哈利斯科州、納亞里特州、杜蘭戈州和薩卡特卡斯州之間。2004年有教友128,000人，佔總人口91.4%。有十五個堂區、司鐸廿五名。現任監督為赫蘇斯·岡薩雷斯·赫爾南德斯。